# جزيرة سن توب (لعبة فيديو)
جزيرة سن توب لعبة مغامرات من إنتاج شركة سن توب مقتبسة من مسلسل جزيرة سن توب صدرت عام 2017 وتعمل على نظامي آي أو إس وأندرويد.